# Estação Gameleira
Gameleira é uma estação da Linha 1 do Metrô de Belo Horizonte. Localiza-se entre os bairros Gameleira e Coração Eucarístico.
A estação fica ao lado do Expominas, que é o parque de exposições e centro de convenções de Minas Gerais. Inclusive seu pavilhão é conectado diretamente à estação por meio de uma grande passarela coberta que é aberta ao público nos dias de grandes eventos no local.

## Arredores
Expominas - 50 m
PUC-MG (Campus COREU) - 850 m
Hospital Sarah Kubitschek - 500 m
5º BPMMG - 500 m
Fundação Ezequiel Dias (FUNED) - 150 m